# Sudden Death
Sudden Death – utwór i singel amerykańskiej grupy Megadeth.
Utwór został całkowicie napisany przez Mustaine'a.
Singel został wykorzystany do Guitar Hero VI, dopiero później został wykorzystany do albumu Thirteen.
Sudden Death to pierwsze nagranie z Davidem Ellefsonem od roku 2002.